# História do Opus Dei
Opus Dei foi fundado por Josemaría Escrivá de Balaguer em 2 de Outubro de 1928 em Madrid, na Espanha durante um retiro que fazia em Madri. Em 14 de Fevereiro de 1930, o seu fundador compreendeu que a instituição também deveria desenvolver o seu apostolado entre as mulheres, e posteriormente para receber e atender ao clero da Prelazia foi fundada, em 14 de fevereiro de 1943, a Sociedade Sacerdotal da Santa Cruz, composta exclusivamente de clérigos e inseparavelmente unida ao Opus Dei.

## Primeiro estabelecimento
Em 1933 foi aberto o primeiro centro do Opus Dei, com o nome de Academia DYA em Madrid, voltada para estudantes principalmente de Direito e Arquitetura vindo logo depois a se tornar uma residência universitária. Com a Guerra Civil espanhola em 1936 e a perseguição que se segue faz com que Escrivá se veja obrigado a refugiar-se interrompendo momentaneamente os seus trabalhos. Em 1937 Escrivá atravessa os Pirenéus por Andorra para fugir à perseguição religiosa. A partir de 1939, retoma os trabalhos na Espanha. A Segunda Guerra Mundial atrasa o início do trabalho da Obra em outros países.
Em 19 de março de 1941 D. Leopoldo Eijo y Garay, bispo de Madrid concedeu a primeira aprovação diocesana ao Opus Dei. Até ao dia 25 de Junho de 1944, o Opus Dei só teve um único sacerdote: o seu fundador e líder Josemaría Escrivá. Nesse dia mais três veteranos da Obra, todos engenheiros de formação, foram ordenados sacerdotes pelo Bispo de Madrid-Alcalá. Entre eles encontrava-se Álvaro del Portillo, que mais tarde tomaria o lugar de Escrivá como Prelado do Opus Dei, com ele foram ordenados José María Hernández de Garnica e José Luis Múzquiz.
Em 1946 a sede do Opus Dei é transferida para Roma. Aprovado definitivamente pela Santa Sé em 16 de Junho de 1950, no dia 28 de Novembro de 1982 foi erigido como uma Prelatura pessoal, assim declarado pelo Papa João Paulo II através da Constituição Apostólica Ut sit — conforme o Código de Direito Canônico — com a finalidade contribuir para a missão evangelizadora da Igreja.
Neste documento é afirmado por João Paulo II:
Desde que o Concílio Vaticano II introduziu na lei da Igreja, com o Decreto Presbyterorum Ordinis, n. 10 - tornado executivo através do motu proprio Ecclesiae Sanctae, I, n. 4 - a figura das Prelazias pessoais para a realização de peculiares tarefas pastorais, viu-se claramente que tal figura jurídica adaptava-se perfeitamente ao Opus Dei. Por isso, no ano de 1969, o Nosso Predecessor Paulo VI, de gratíssima memória, acolhendo benignamente a petição do Servo de Deus Josemaría Escrivá de Balaguer, autorizou-o a convocar um Congresso Geral especial que, sob a sua direção, se ocupasse de iniciar o estudo para uma transformação do Opus Dei, de acordo com a sua natureza e com as normas do Concílio Vaticano II.
E ainda: 
Nós próprios ordenamos expressamente que se prosseguisse tal estudo, e em 1979 mandamos à Sagrada Congregação para os Bispos, a quem o assunto pela sua natureza competia, que, depois de considerar atentamente todos os dados, tanto de direito como de fato, submetesse a exame a petição formal que tinha sido apresentada pelo Opus Dei. Cumprindo o encargo recebido, a Sagrada Congregação examinou cuidadosamente a questão que lhe tinha sido encomendada, e fê-lo tomando em consideração tanto o aspeto histórico, como o jurídico e o pastoral. Desta forma, posta de parte qualquer dúvida acerca do fundamento, possibilidade e modo concreto de aceder à petição, ficou claramente em evidência a oportunidade e a utilidade da desejada transformação do Opus Dei em Prelazia pessoal.
Esta Constituição Apostólica fixa a base jurídica da organização do Opus Dei dentro da Igreja e dispõe que o Opus Dei fica erigido como Prelazia pessoal de âmbito internacional com o nome oficial de "Prelazia da Santa Cruz e Opus Dei", ou "Opus Dei", na forma abreviada, e é intrinsecamente unida à Associação de clérigos denominada Sociedade Sacerdotal da Santa Cruz. Estabeleceu, ainda, que a Prelazia rege-se pelas normas gerais do direito canônico, pela própria Constituição Apostólica Ut sit e pelos seus Estatutos (Código de Direito Particular).
Pelo documento ficou determinado que a Prelazia teria um Prelado cuja eleição teria de ser confirmada pelo Romano Pontífice  e que a prelazia fica dependente da Sagrada Congregação para os Bispos. O Papa Francisco, na Carta Apostólica em forma de Motu Proprio Ad charisma tuendum – “Para salvaguardar o carisma” – publicada a 22 de Julho, deslocou a tutela da Prelazia do Opus Dei do Dicastério para os Bispos para o Dicastério para o Clero. Anualmente, o Prelado apresenta um relatório sobre a situação da prelazia e sobre o desenvolvimento do seu trabalho apostólico.

## Início em Portugal e no Brasil
O Fundador do Opus Dei, foi pela primeira vez a Portugal em 5 de fevereiro de 1945, a convite da Irmã Lúcia, uma das videntes de Fátima, que conhecera em Tui.

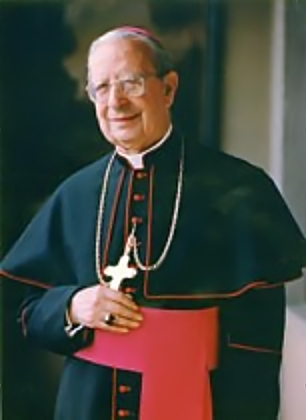
D. Álvaro del Portillo, primeiro sucessor de Escrivá na direção do Opus Dei

Essa viagem, acompanhado pelo bispo de Tui, e viagens subsequentes, permitiram-lhe contactar com o cardeal-patriarca de Lisboa, com os bispos de Braga, Porto, Coimbra e Leiria e decidir o começo do apostolado do Opus Dei no país. Um ano depois chegavam a Coimbra vários membros do Opus Dei em estudos de pós-graduação, montando uma residência universitária nessa cidade. Posteriormente seria a vez do Porto (1948) e Lisboa (1951).
O trabalho apostólico do Opus Dei no Brasil teve início em 1957, em Marília (São Paulo), devido ao interesse e à prolongada insistência do então bispo dessa diocese, D. Hugo Bressane de Araújo. Os primeiros membros do Opus Dei que chegaram em Marília foram: Pe. Jaime Espinosa Anta, licenciado em medicina e doutor em direito canônico, o médico recém-formado José Luís Alonso Nieto, e o advogado Félix Ruiz Alonso.

## Estados Unidos e Reino Unido

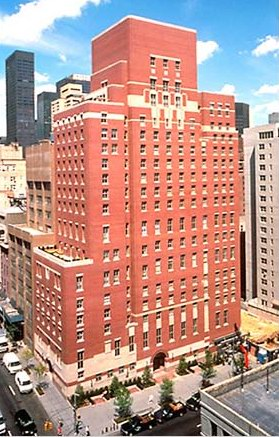
"Murray Hill Place", sede regional do Opus Dei nos Estados Unidos (Nova York)

O Murray Hill Place é o edifício que abriga a sede nacional do Opus Dei nos Estados Unidos, possui 17 andares de escritórios e apartamentos e fica situado em Manhattan, abriga ainda um centro de estudos, um centro de conferências, salas de aula e salas para reuniões informais e capelas ou oratórios. É utilizado para as tarefas de direção, estudo, retiros e como centro de conferências. Nele residem cerca de 60 membros numerários e por ele passam, por ano, perto de dez mil pessoas. Internamente o edifício é dividido em dois, com entradas independentes e separadas para a se(c)ção dos homens e para a se(c)ção feminina. Nos Estados Unidos a instituição possui 61 centros de estudos ou residências e 7 centros de conferências.
Na Inglaterra e na Escócia existem vinte e seis instituições do Opus Deis entre residências para estudantes do sexo masculino e do sexo feminino, centros de conferências e casas de retiros e escolas de catering e hospitalidade. A maioria está sediada em Londres, Oxford, Manchester e Glasgow.

## Efemérides
- 2 de outubro de 1928: Josemaría Escrivá de Balaguer, durante uns exercícios espirituais em Madrid, por inspiração divina, segundo afirmação sua, funda o Opus Dei como caminho de santificação dirigido a toda a classe de pessoas no trabalho profissional e no cumprimento dos deveres ordinários do cristão. O nome “Opus Dei” é algo posterior, não começou a usa-lo até começos dos anos trinta, ainda que desde o primeiro momento em suas anotações e nas suas conversações sobre o que lhe pedia o Senhor falava da "Obra de Deus".
- 14 de fevereiro de 1930: Em Madrid, enquanto celebrava a Missa, segundo ele próprio, Deus lhes faz ver que o Opus Dei está também dirigido às mulheres. Esta data é considerada como sendo a da fundação da se(c)ção feminina.
- 1933: É aberto o primeiro centro do Opus Dei, a Academia DYA, dirigida especialmente para estudantes, onde se dão aulas de direito e arquitetura.
- 1934: A Academia DYA se converte em residência universitária. A partir dali, o fundador e o primeiros  membros oferecem formação cristã e difundem a mensagem do Opus Dei entre os jovens. Parte importante desta tarefa é a catequese e a atenção aos pobres e enfermos que se presta nos bairros pobres da periferia de Madri. Josemaría de tudo mantém informado o bispo de Madrid, Dom Leopoldo Eijo y Garay, com cuja aprovação e bênção conta desde os primeiro momento.

Em Cuenca são publicadas pela primeira vez “Considerações espirituais", precedente que irá dar origem à obra “Caminho”.
- 1936: Guerra civil espanhola: começa a perseguição religiosa e Josemaría se vê obrigado a refugiar-se em diversos lugares.As circunstâncias impõem suspender momentaneamente os projetos do fundador de estender o trabalho apostólico do Opus Dei a outros países.
- 1983: O Papa João Paulo II erige o Opus Dei em Prelazia Pessoal através da Bula Ut sit.[2]

## Início nos diversos países
Para além de Espanha, o Opus Dei iniciou as suas atividades em diversos países e territórios nos seguintes anos:
- 1945: Portugal
- 1946: Itália e Grã-Bretanha
- 1947: França e Irlanda
- 1949: México e Estados Unidos da América
- 1950: Chile e Argentina
- 1951: Colômbia e Venezuela
- 1952: Alemanha
- 1953: Guatemala e Peru
- 1954: Equador
- 1956: Uruguai e Suíça
- 1957: Brasil, Áustria e Canadá
- 1958: Japão, Quénia e El Salvador
- 1959: Costa Rica
- 1960: Holanda
- 1962: Paraguai
- 1963: Austrália
- 1964: Filipinas
- 1965: Bélgica e Nigéria
- 1969: Porto Rico
- 1978: Bolívia
- 1980: Congo, Costa do Marfim e Honduras
- 1981: Hong-Kong
- 1982: Singapura e Trinidad e Tobago
- 1984: Suécia
- 1985: Taiwan
- 1987: Finlândia
- 1988: Camarões e República Dominicana
- 1989: Macau, Nova Zelândia e Polónia
- 1990: Hungria e República Checa
- 1992: Nicarágua
- 1993: Índia e Israel
- 1994: Lituânia
- 1996: Estônia, Eslováquia, Líbano, Panamá e Uganda
- 1997: Cazaquistão
- 1998: África do Sul
- 2003: Croácia e Eslovénia
- 2004: Letónia
- 2007: Rússia
- 2009: Indonésia, Roménia e Coreia do Sul
- 2011: Sri Lanka